# Bảo tàng Đại học Adam Mickiewicz ở Poznań
Bảo tàng Đại học Adam Mickiewicz ở Poznań (tiếng Ba Lan: Muzeum Uniwersytetu im. Adama Mickiewicza w Poznaniu) là một bảo tàng của Đại học Adam Mickiewicz ở Poznań, tọa lạc tại số 90 Phố Thánh Martin, Poznań, Ba Lan.
Phương châm hoạt động của Bảo tàng là thu thập, lưu giữ và giới thiệu các hiện vật và kỷ vật có liên quan đến Đại học Adam Mickiewicz ở Poznań, nhân viên, sinh viên, cựu sinh viên và những cá nhân kiệt xuất của trường đại học này, tổ chức và thực hiện nghiên cứu khoa học, tổ chức các cuộc triển lãm thường trực và tạm thời, tiến hành các hoạt động giáo dục, phát triển và xuất bản các danh mục, hướng dẫn triển lãm và các ấn phẩm khoa học phổ thông.

## Lược sử hình thành
Bảo tàng Đại học Adam Mickiewicz ở Poznań được thành lập vào ngày 7 tháng 4 năm 2016. Lúc đầu, trụ sở của Bảo tàng là tòa nhà ở số 78 Phố Thánh Martin 78. Từ ngày 10 tháng 1 năm 2017, các bộ sưu tập của Bảo tàng được chuyển đến trụ sở hiện tại.

## Triển lãm
Bảo tàng Đại học Adam Mickiewicz ở Poznań bắt đầu hoạt động bằng một cuộc triển lãm chính thức mở cửa vào ngày 7 tháng 5 năm 2016. Bảo tàng hiện không có triển lãm thường trực.